# Bühlbächle (Jagst)
Das Bühlbächle ist ein Bach im Gemeindegebiet von Jagstzell im baden-württembergischen Ostalbkreis. Nach einem gut einen Kilometer langen Lauf nach Osten mündet er nahe der Bühlkapelle flussaufwärts des Dorfes Jagstzell von links in die obere Jagst.

## Geographie

### Verlauf
Das Bühlbächle entsteht auf etwa 466 m ü. NHN etwa einen halben Kilometer südwestlich des Kreuthofs in einer flachen Wiesenbucht im Wald. Dort beginnt ein kahler, nach Osten laufender Graben, der nach etwa 200 Metern in das Untere Bühlhölzle eintritt, in dem er in einer Geländekerbe zu Tale läuft. Nach etwa einem Kilometer verlässt er den Wald, unterquert die Bahnstrecke Goldshöfe–Crailsheim, quert auf seinen letzten 50 Metern wieder als kahler Graben die Talauenwiese und mündet dann auf etwa 417 m ü. NHN von links in die obere Jagst.

### Einzugsgebiet
Das Einzugsgebiet des Bühlbächles ist etwa 0,2 km² groß und liegt naturräumlich im Unterraum Ellwanger Berge der Schwäbisch-Fränkischen Waldberge. Am höchsten ist mit etwa 469 m ü. NHN an der südlichen Wasserscheide. Das Gebiet besteht knapp zur Hälfte und vorwiegend in der Talmulde aus Wald, der offene Teil besteht vor allem aus Äckern auf den Randhöhen. Besiedlung gibt es keine, da der Kreuthof von Jagstzell just außerhalb angrenzt. Das gesamte Gebiet liegt im Jagstzeller Gemeindegebiet.
Im Nordwesten grenzt es an das Einzugsgebiet des Buchgehrenbachs, der in den Helmlesbach mündet, der im Norden den Abfluss zur anderen Seite aufnimmt und unterhalb zur Jagst führt. Im Südosten konkurriert ein namenloser kurzer Bach bei der Bühlkapelle oberhalb in die Jagst, im Südwesten das Rappenbächle, ein Zufluss der untersten Orrot, die noch etwas weiter flussabwärts in die Jagst mündet.

## Geologie
Im größten Teil des Einzugsgebietes liegt der Kieselsandstein (Hassberge-Formation) der Hochebene. Im Untertal wechselt der Bach daraus in die Unteren Bunten Mergel (Steigerwald-Formation). In diesen ist in der Jagstaue holozäner Auenlehm eingelagert. Auf dem kleinen linken Hochebenensporn, der zum Kreuthof vorläuft, liegen Goldshöfer Sande, die im Pleistozän von der damals noch in Gegenrichtung nach Süden fließenden Jagst abgelagert wurden.

### LUBW
Amtliche Online-Gewässerkarte mit passendem Ausschnitt und den hier benutzten Layern: Lauf und Einzugsgebiet des Bühlbächles

Allgemeiner Einstieg ohne Voreinstellungen und Layer: Daten- und Kartendienst der Landesanstalt für Umwelt Baden-Württemberg (LUBW) (Hinweise)
1. 1 2 3  Höhe nach dem Höhenlinienbild auf dem Hintergrundlayer Topographische Karte.
2. ↑  Länge nach dem Layer Gewässernetz (AWGN), ergänzt um ein auf der Gewässerkarte nicht berücksichtigtes Anfangsstück, das auf dem Hintergrundlayer Topographische Karte abgemessen wurde.
3. ↑  Einzugsgebiet abgemessen auf dem Hintergrundlayer Topographische Karte.

### Andere Belege
1. ↑  Wolf-Dieter Sick: Geographische Landesaufnahme: Die naturräumlichen Einheiten auf Blatt 162 Rothenburg o. d. Tauber. Bundesanstalt für Landeskunde, Bad Godesberg 1962. → Online-Karte (PDF; 4,7 MB)
2. ↑  Geologie nach den Layern zu Geologische Karte 1:50.000 auf: Mapserver des Landesamtes für Geologie, Rohstoffe und Bergbau (LGRB) (Hinweise)